# Marian Kasperczyk
Marian Kasperczyk (ur. 26 sierpnia 1956 w Oświęcimiu) – polski malarz.

## Życiorys
Studiował w Akademii Sztuk Pięknych w Katowicach (1976–1978) i w Akademii Sztuk Pięknych w Krakowie (1979–1981). Dyplom uzyskał na Wydziale Grafiki w pracowni profesora Andrzeja Pietscha. Od 1981 mieszka i pracuje w Paryżu.

## Twórczość
W 1988 roku opracował własną technikę malarską zwaną „back to front” (malowanie od tyłu na przód), zwane również przebijanką. Polega ona na przeciskaniu farby akrylowej poprzez niezagruntowane płótno. Z wykonanych monochromatycznych płócien, w zależności od kąta i natężenia padającego światła, wyłaniają się formy (twarze, dłonie, kwiaty, ornament). Kształty wyłaniają się intensywniej przy słabym świetle, natomiast bardzo silne światło powoduje ich zanik i obraz staje się zupełnie abstrakcyjny i strukturalny. Wielobarwne obrazy wykonane techniką „back to front” pozwalają artyście łączyć przeciwstawne kolory w sposób bardzo naturalny, na przykład czerwony z zielonym, biały z czarnym, niebieski z żółtym.
W serii obrazów, gdzie uwaga jest skoncentrowana na konkretnym słowie, w zależności od intensywności i natury oświetlenia, dane słowo wyłania się lub zanika, tracąc swój jednoznaczny sens „ami”, „abri”, „nobody” (przyjaciel, schronienie, nikt), „pitié”. Cykl „Peinture périphérique” (2012), to obrazy malowane na obrzeżach blejtramu.

## Wystawy

### Back To Front Painting
- 1989 – Espace Marquelet de la Noue, Meaux, Francja
- 1990 – Espace Procréart, Paryż, Francja
- 1991 – ART COLOGNE – Galeria 6, Kolonia, Niemcy
- 1994 – Lavoir Moderne de Paris, Paryż, Francja
- 1994 – Centrum Sztuki Kronika, Bytomskie Centrum Kutury, Bytom
- 1995 – Centrum Kultury L’EPAC/La clef, Saint-Germain-en-Laye, Francja
- 1998 – Galeria BWA, Poznań
- 2001 – Galeria BWA, Lublin
- 2003 – Lavoir Moderne de Paris, Paryż, Francja
- 2004 – Espace 40 „Nouvelles Differences”, Paryż, Francja
- 2008 – Galeria Jadźka, Zielona Góra, Polska[potrzebny przypis]
- 2008 – Galerie Jean-Louis Michau, Paryż, Francja
- 2008 – Galeria Miejska – Oświęcimskie Centrum Kultury, Oświęcim
- 2011 – Galeria Roi Doré, Paryż, Francja
- 2012 – Galeria Kusycka, Czadca, Słowacja
- 2012 – St Julien en Limousin, Francja
- 2012 – Galeria Odra, Zoo, Szczecin
- 2013 – Galerie Roi Doré, Paryż, Francja

### Malarstwo peryferyjne
- 2014 – Galeria BWA, Piła
- 2014/2015 – Galerie Roi Doré, Paryż, Francja

### Wystawy zbiorowe
- 1997 – Energia Obrazu, Galeria Miejska Arsenał, Poznań[10]